# Galyani Vadhana
La princesse Galyani Vadhana, princesse de Naradhivas (née le 6 mai 1923 à Londres, Royaume-Uni et morte le 2 janvier 2008 à Bangkok, Thaïlande), est un membre de la famille royale thaïlandaise, sœur aînée des rois Rama VIII et Rama IX. 
Son nom officiel est Somdej Phra Chao Pheenang Ther Chao Fa Galyani Vadhana Kromma Luang Naradhivas Rajanagarindra (Thai: « สมเด็จพระเจ้าพี่นางเธอ เจ้าฟ้ากัลยาณิวัฒนา กรมหลวงนราธิวาสราชนครินทร์  »), traduisible par « Son altesse royale la princesse Galyani Vadhana, princesse de Naradhivas ».

## Biographie
Elle est l'unique fille du prince Mahidol Adulyadej de Songkhla, fils du roi Chulalongkorn (Rama V) et de la reine Savang Vadhana, et de Sangwal Talabhat (plus tard connue comme princesse Srinagarindra, la princesse mère). Elle est premièrement prénommée « May » sur son acte de naissance avant d'être baptisée sous le nom de Mom Chao Galyani Vadhana Mahidol par le roi Vajiravudh (Rama VI). Son nom « Vadhana » vient d'un de ceux de sa grand-mère paternelle, Savang Vadhana. En 1927, elle est en conséquence promue au rang royal, comme princesse de Thaïlande (Phra Vorawongse Ther Phra Ong Chao) par le roi Prajadhipok (Rama VII).
Pendant la Seconde Guerre mondiale, elle épouse le colonel Aram Rattanakul Serireongrit, alors attaché militaire thaï en Suisse. De cette union naît une fille Dhasanawalaya Sornsongkram. Ils divorcent et la princesse se remarie avec le prince Varananda Dhavaj, décédé en 1990.

### Décès
La princesse est admise à l'hôpital Siriraj en juin 2007 pour des douleurs abdominales. Les médecins diagnostiquent un cancer. En octobre 2007, elle est victime d'un infarctus à l'hémisphère cérébral gauche, causé par l'occlusion d'une artère cérébrale. Le 13 du même mois, le roi Rama IX est hospitalisé lui aussi pour un caillot de sang au cerveau. Après sa sortie le 7 novembre, il rend visite à sa sœur quasi quotidiennement. Le 14 décembre, un bulletin de santé fait part de l'état de grande fatigue de celle-ci.

Elle décède dans cet hôpital le 2 janvier 2008, âgée de 84 ans. Un deuil national de cent jours est décrété.

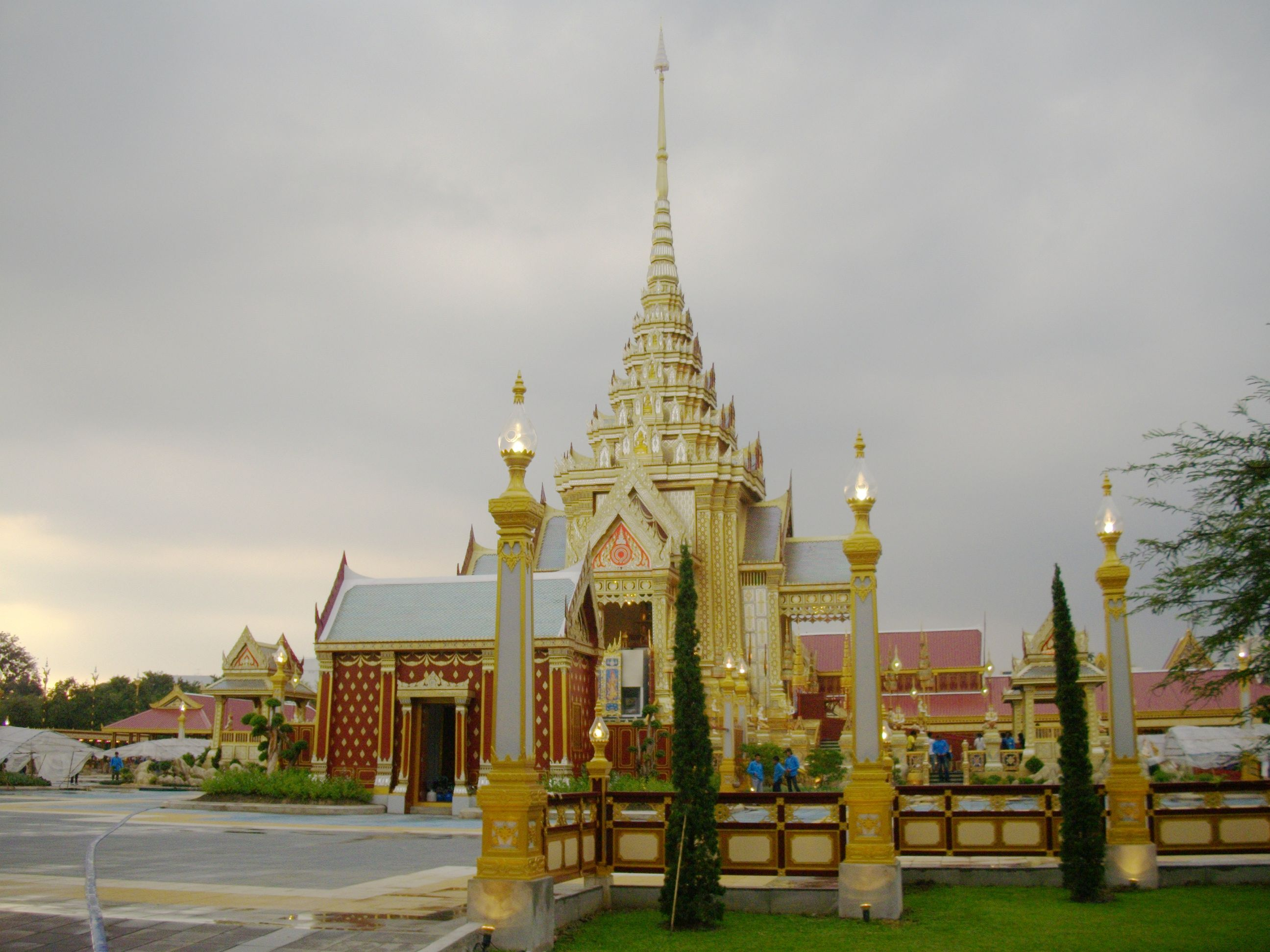
Le crématorium royal construit pour les obsèques.

Les cérémonies funéraires se déroulent sur six jours en novembre 2008. La princesse est incinérée sur un bûcher funéraire de 40 m de haut. L'immense complexe funéraire construit pour l'occasion est entièrement démonté après la période de deuil.

## Intérêts et représentations
Elle soutient de nombreux projets en faveur de la santé publique, des arts thaï, de l'éducation, du sport, du revenu minimum. Elle est présidente ou présidente honoraire de nombreuses organisations et fondations, parmi lesquelles Cardiac Children’s Foundation, Princess Mother’s Charity Fund, Autistic Foundation of Thailand, ainsi qu'un grand nombre de fondations en rapport avec la musique classique.

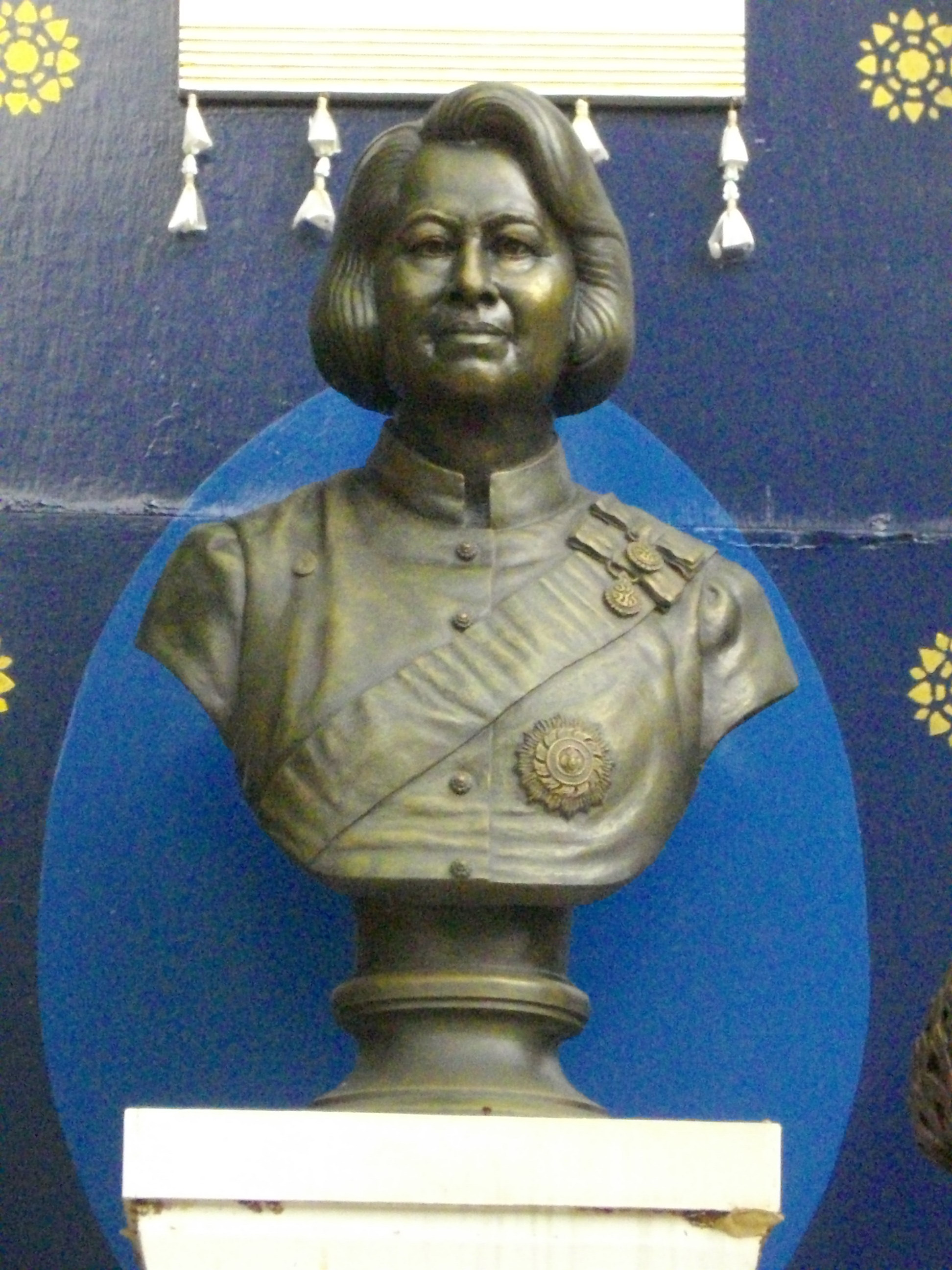
Buste de la princesse Galyani, Université Silpakorn

Ayant passé son enfance en Suisse, elle parle couramment le français et l'allemand. Elle a fondé l'Association Thaïlandaise des Professeurs de Français (ATPF) en 1977, en a été la présidente jusqu'en 1981 puis présidente honoraire jusqu'à sa mort. Elle a toujours défendu l'enseignement de la langue française en Thaïlande. Elle a également traduit des livres de français en thaï.
Elle a fait de nombreux voyages à l'étranger, représentant la famille royale thaïlandaise et son pays.